# Sonic Shuffle
Sonic Shuffle (яп. ソニックシャッフル Соникку Сяффуру) — видеоигра серии Sonic the Hedgehog в жанре party game, изданная компанией Sega для игровой приставки Dreamcast в 2000 году.
Игровой процесс Sonic Shuffle напоминает настольную игру, где важную роль играет колода карт, с помощью которых персонаж передвигается по доске. В игре присутствует большой выбор мини-игр с поддержкой одиночного или многопользовательского режима. По сюжету девушка по имени Лумина, с целью восстановить камень Прешестоун, разрушенный злодеем Войдом, переносит в мир «Maginaryworld» (Воображаемый мир) Соника, Тейлза, Наклза и Эми Роуз. Герои соглашаются помочь собрать камень.
Игра была разработана компанией Hudson Soft. Большинство сотрудников работали ранее над созданием серии Mario Party. Первоначально Sonic Shuffle задумывалась как полноценная онлайн-игра, но из-за ограниченного времени на разработку от сетевых функций пришлось отказаться. Пресса неоднозначно, в основном негативно, встретила игру. Критикам не понравились сложные мини-игры и долгие загрузки, но к плюсам относили визуальный стиль.

## Игровой процесс

Мини-игра «Sonic Parasol» на уровне «Emerald Coast». От персонажей требуется за минуту собрать кольца, которыми будет бросаться робот доктора Эггмана

Действие Sonic Shuffle происходит на пяти уровнях («Emerald Coast», «Fire Bird», «Nature Zone», «Riot Train» и «Fourth Dimension Space»), называемых досками. От игрока требуется собрать эмблемы, позволяющие пройти зону и сюжетную линию. Чтобы получить их, необходимо выполнить ряд заданий: собрать семь осколков камня Прешестоун, победить в большинстве мини-игр (всего их 43) и тому подобное. На каждом уровне присутствуют клетки с символом или картинкой. Всего в игре существует 15 типов клеток, и у каждой своё предназначение — они могут перенаправить игрока в мини-игру и на битву, заставить пройти определённое задание, помочь (например, получить бонус в виде колец) или, напротив, осложнить прохождение (телепортировать героя в самый конец доски). Присутствуют также особые клетки для персонажей, которые могут активизировать одну из их способностей, например, полёт Тейлза. Если игрок попал на клетку «Battle» или «Precioustone», активизируется битва с боссом. Не менее важную роль в геймплее играют карты, так как с их помощью осуществляется передвижение персонажа и сражение с противником. Каждый раз в начале игры героям выдают по восемь карт из набора (по четыре с нумерацией от одного до шести, три — с символом «S», и одна — с изображением Эггмана); все они отображаются на карте памяти Visual Memory (VM). При выборе карты можно переместиться на число клеток равное числу на карте. Если игрок выбрал «S», он может по желанию переместиться на семь клеток, выбрать карту любой масти, украсть или поменяться с соперником колодой. При выборе «Эггман» появляется рулетка со списком изобретений доктора (например, пропуск хода или потеря колец), которую нужно остановить. Кроме того, в битвах и перемещениях по доске помогают камни Форсджевелл; они позволяют ослабить монстра и могут повлиять на действия других игроков. Эти камни можно получить в мини-играх, после победы в битве, покупки в специальном магазине или у доктора Эггмана. После сбора осколка Прешестоуна на одноимённой клетке, на экране появляется надпись «Accident!» и запускается мини-игра, завершающая уровень.
Всего на выбор доступно восемь игровых персонажей — ёж Соник, лис Тейлз, ехидна Наклз, ежиха Эми Роуз, кот Биг, робот E-102 Гамма, питомцы чао и Супер Соник. Каждый герой обладает различными характеристиками. Соник может пойти в атаку на своих врагов с помощью приёма spin dash, разгона на месте, или принять супер-форму. Главной способностью Тейлза является возможность летать — благодаря тому, что имеет два хвоста и вращает ими, как пропеллерами. Наклз, благодаря своим кастетообразным перчаткам, умеет карабкаться по стенам. Эми всегда носит с собой огромный молот «Piko-Piko Hammer», чтобы совершать высокий прыжок. Биг может поднимать тяжёлые предметы, Гамма оборудован пистолетом, а чао могут уничтожить врагов своей колыбельной песней. Первоначально игроку доступны только Соник, Тейлз, Наклз и Эми, остальные персонажи открываются после покупки иллюстраций для галереи «Sonic Room» в специальном магазине и сюжетной линии они не имеют.
В Sonic Shuffle представлены четыре режима. В первом — «Story» — имеется сюжет. Второй режим «VS» представляет собой многопользовательскую игру, где игроки для прохождения мини-игр разделяются на команды. Цель режима — набрать максимальный или минимальный счёт, используя карты на доске. Мультиплеер поддерживает до четырёх игроков. «Tutorial» представляет собой режим обучения. В «Sonic Room» заносятся все достижения игрока. Кроме того, как и упоминалось ранее, за собранные на уровнях кольца в магазине можно приобрести иллюстрации для фотоальбома.

## Сюжет
Фея Лумина Флоулайт переносит Соника, Тейлза, Наклза и Эми в мир «Maginaryworld» (Волшебный мир) — место, созданное из снов людей. Главную роль играет магический камень Прешестоун, благодаря которому и держится мир. Объект охраняла богиня Иллумина, но однажды этот камень потемнел, и в результате этого вместо неё появились Войд и Лумина. Антагонист расколол Прешестоун и поставил под угрозу существование самого «Maginaryworld». Лумина считает, что причиной такого события стало отсутствие положительных эмоций у злодея, и просит главных героев оказать ей помощь в поисках семи осколков камня. Персонажи соглашаются помочь фее. Соник и его друзья путешествуют по пяти мирам, собирая части магического камня и возвращают измерения, поражённые злодеем (например, устроил землетрясения или заморозил воду на пляже), в норму. Фактическую поддержку Войду оказывает доктор Эггман, прибывший, как и Соник с остальными персонажами, благодаря Лумине.
После сбора осколков на уровне «Fourth Dimension Space», Лумина замечает Войда, который направляется в сторону Храма Света. Туда же отправляется героиня вместе со своими новыми друзьями. После небольшого диалога между противоборствующими сторонами, антагонист превращается в огромного монстра. Сонику и его друзьям удаётся победить Войда, и тот превратился в чёрный камень. После битвы главные герои объяснили фее, что побеждённый ими враг необходим для баланса в «Maginaryworld», так как он — небытие, которое даёт людям способность мечтать. Лумина и Войд на самом деле являются половинками правительницы Иллумины, и поэтому они не стали уничтожать монстра. Героиня понимает, что баланс между положительными и отрицательными эмоциями нужен людям, чтобы создать и достичь своей мечты. После этого она вновь сливается с Войдом и превращается в Иллумину.

## Разработка и выход игры
За разработку Sonic Square, позже переименованной в Sonic Shuffle, отвечала компания Hudson Soft, которая до этого также работала над играми серии Mario Party. Помимо сотрудников из Hudson Soft, в команде разработчиков присутствовали некоторые бывшие дизайнеры и программисты из студии HAL Laboratory. Процессом разработки руководил дизайнер Хидэнори Оикава, а продюсировал Сюдзи Уцуми. За дизайн отвечали Коити Такэсита и Дайсукэ Такэути. Ведущим программистом стал Ясухиро Косака, в роли художников выступили Хисаси Кубо и Манабу Янагисава. Музыкальное сопровождение было создано композиторами Ёситакой Хиротой, Хидэнобу Оцукой, Рё Фукудой, Такэо Судзуки и Кадзуми Митомэ. Сценарист Акинори Нисияма и художник Юдзи Уэкава, работавшие ранее над Sonic Adventure, выступили в роли супервайзеров от студии Sonic Team.
Команда решила создать игру в нетипичном для серии Sonic the Hedgehog жанре party game; до этого и сейчас большинство частей франшизы являются платформерами. Кроме того, разработчики использовали трёхмерную графику с применением технологии сэл-шейдинг, чтобы придать картинке мультяшный вид. Специально для игры художники создали двух новых героев — фею Лумину и злодея Войда. В ходе разработки Sonic Shuffle подверглась некоторым изменениям в плане дизайна персонажей и мини-игр. Благодаря использованию внутренних часов консоли Dreamcast, в период Рождества и День смеха, в одном из эпизодов игры, фею Лумину заменяют героини платформера Nights into Dreams… Найтс и Реала соответственно. В техническом плане игра должна была иметь доступ в Интернет через сервис SegaNet для мультиплеера, но, по причинам ограниченного времени на разработку, Hudson Soft пришлось полностью отказаться от какого-либо функционального онлайн-соединения.
Sonic Shuffle демонстрировалась на выставке Electronic Entertainment Expo в мае 2000 года. За несколько месяцев до выхода игры компания Sega заключала партнёрские соглашения, проводя различные конкурсы и выпуская различную продукцию. Например, в № 92 комиксов Sonic the Hedgehog от издательства Archie Comics присутствовала адаптация сюжета Sonic Shuffle. Выход игры на территории США состоялся 14 ноября 2000 года. В Японии Sonic Shuffle вышла несколько позднее — 21 декабря. На территории Европы релиз состоялся 9 марта 2001 года, незадолго до прекращения производства консоли Dreamcast компанией Sega.

## Озвучивание
Бо́льшая часть актёров, озвучивавших героев для Sonic Adventure, также приняла участие в создании Sonic Shuffle. Однако в актёрском составе произошли некоторые изменения: в английской версии Наклза озвучивал Райан Драммонд, сменивший Майкла Макгэхэрна. Позже в Sonic Adventure 2 ехидна станет «говорить» голосом Скотта Драйера. В японской версии остальной актёрский состав озвучивания практически не менялся и после выхода Sonic Lost World.
В отличие от Sonic Adventure, Sonic Shuffle имеет озвучивание только на одном языке в соответствии с регионом консоли, однако в настройках можно сменить язык субтитров.
| Персонаж             | Японский актёр озвучивания | Английский актёр озвучивания |
| -------------------- | -------------------------- | ---------------------------- |
| Ёж Соник             | Дзюнъити Канэмару          | Райан Драммонд               |
| Майлз «Тейлз» Прауэр | Кадзуки Хаяси              | Кори Брингас                 |
| Ехидна Наклз         | Нобутоси Канна             | Райан Драммонд               |
| Эми Роуз             | Таэко Кавата               | Дженифер Дуиллард            |
| Кот Биг              | Сюн Ясиро                  | Джон Сент Джон               |
| E-102 Гамма          | Дзёдзи Наката              | Стив Броди                   |
| Доктор Эггман        | Тикао Оцука                | Дим Бристоу                  |
| Лумина Флоулайт      | Икуэ Отани                 | Элара Дистлер                |
| Войд                 | Урара Такано               | Лани Минелла                 |
| Иллумина             | Юко Минагути               | Элала Дистлер                |

## Оценки и мнения
| Сводный рейтинг       | Сводный рейтинг |
| Агрегатор             | Оценка          |
| --------------------- | --------------- |
| GameRankings          | 56,32 %         |
| Game Ratio            | 51 %            |
| Metacritic            | 54/100          |
| MobyRank              | 51/100          |
| Иноязычные издания    |                 |
| Издание               | Оценка          |
| AllGame               | [ 14 ]          |
| Edge                  | 4/10            |
| EGM                   | 5,16/10         |
| Eurogamer             | 4/10            |
| Game Informer         | 7/10            |
| GamePro               | [ 43 ]          |
| GameRevolution        | B-              |
| GameSpot              | 4,5/10          |
| IGN                   | 4,7/10          |
| Planet Dreamcast      | 5,5/10          |
| Русскоязычные издания |                 |
| Издание               | Оценка          |
| «Страна игр»          | 7,2/10          |

После выхода игра получила противоречивые отзывы от прессы. На сайтах GameRankings и Metacritic средние оценки Sonic Shuffle составляют 56,32 % и 54 балла соответственно. Из-за игрового процесса игра часто сравнивалась с вышеупомянутой ранее Mario Party от компании Nintendo. В январе 2008 года сайт ScrewAttack в своём топе «Лучших и худших игр Sonic the Hedgehog» поместил Sonic Shuffle на третье место среди худших в серии.
Критики разочаровались в Sonic Shuffle по причине сложных мини-игр и долгих загрузок. Рецензент из Planet Dreamcast заявил, что игровому процессу не хватает инноваций. Представитель сайта IGN Энтони Чау назвал игру самой скучной на консоли Dreamcast, и был удивлён плохому геймплею. Мини-игры, по мнению критика, должны быть простыми, а не с большими инструкциями. О загрузках он писал следующее: «Представьте игру в Монополию, в которой каждый игрок тратит минуту, чтобы подготовиться к своему ходу и передать свой ход следующему игроку». Журналист GameSpot Райан Дэвис назвал мини-игры бесцельными и запутанными. Том Бромвелл (Eurogamer) в своём обзоре посоветовал вместо Sonic Shuffle поиграть владельцам Dreamcast в Samba de Amigo, или купить приставку Nintendo 64, чтобы пройти саму Mario Party. Ему не понравилось небольшое количество игр, и предположил, что разработчик хотел таким образом уменьшить число загрузок. Критику Game Revolution Шону Спарксу показалось «забавным» спасать мир с помощью карт, но, в отличие от остальных журналистов, его впечатлили «не повторяющиеся» и «весёлые» мини-игры. Похожее мнение оставил рецензенты российского журнала «Страна игр»: по их мнению, мини-игры получились очень разнообразными: «скучать вам не придётся». Однако, по-прежнему критика была направлена в сторону долгих загрузок и «читерского» AI.
Графика игры и дизайн уровней были положительно встречены журналистами. «Не новаторская, но, безусловно, привлекательная», — писал критик из Planet Dreamcast. Он также отметил, что хотя эффекты выполнены хорошо, но, тем не менее, они не дотягивают до уровня Jet Grind Radio или Wacky Races. Спаркса больше всего впечатлили яркие цвета «мультяшных» персонажей и их толстые чёрные контуры. Для критика графика показалась великолепной, текстуры посчитал впечатляющими, а иллюстрации — качественными. Бромвелла порадовало использование разработчиками эффектов затемнения, благодаря которой главные герои выглядят хорошо. Некоторые уровни заставили Дэвиса вспомнить предыдущие игры серии Sonic the Hedgehog (например, травянистые холмы или уровни с айсбергами). В «Стране игр» отметили яркие, трёхмерные и «живые» уровни, которые, в отличие от Mario Party, не являются статичными, однако посетовали на качество и разрешение текстур: «Красиво, но немного недоработано».
Неоднозначные оценки получили музыка и звуковые эффекты. Негативный отзыв оставил журналист из Planet Dreamcast; по его мнению, композиции для Sonic Shuffle писал студент, и назвал их «безвкусными» и «позорными» для серии. Совершенно противоположное мнение было у Дэвиса. Как утверждал критик, хотя звуковые эффекты являются типичными для серии, но саундтрек, в сочетании с графикой, придаёт игре «лёгкость». Чау также положительно отзывался о мелодиях, назвав их «оптимистичными», но неоднозначно оценил работу актёров: с одной стороны, голоса «немного раздражают», но в то же время они добавляют персонажам храбрости. Бромвелл писал, что мелодии выглядят «обманичиво хорошо», поскольку они поначалу хорошо маскируют недостатки игрового процесса. В журнале «Страна игр» музыкальный фон назвали стандартным «сониковским», но сказали, что «персонажи озвучены просто отвратно».